# Тръстикови плъхове
Тръстикови плъхове (Thryonomys) е род едри субсахарски гризачи единствен в монотипното семейство Thryonomyidae. Родът е представен от два вида, които в много места от ареала им са преследвани и ловувани от хора с цел консумация. Родовото име Thryonomys идва от гръцката дума thryon означаващо „папур“ или „тръстика“.

## Разпространение и местообитание
Тръстиковите плъхове обитават екваториалната част на Ахрика, както и почти цяла Източна Африка. Видовете се придържат към блатисти местности и източници на вода, където вирее предпочитаната от тях растителност.

## Видове
- Thryonomys gregorianus (Малък тръстиков плъх)
- Thryonomys swinderianus (Голям тръстиков плъх)

## Физическа характеристика
Представителите на рода са едри гризачи с дължина на тялото 35 – 61 cm, на опашката 6,5 – 26 cm, тегло 4 – 7 kg. Тялото е набито и наподобява на нутрия. Главата е голяма с притъпена муцуна. Очите са малки, ушите закръглени и слабо надвишаващи дължината на космената покривка. Крайниците са с добре развити средни три пръста с добре развити здрави нокти. Първият пръст е много малък или липсва, а петият е малък.

## Хранене
Тръстиковите плъхове се хранят основно с тръстика и треви растящи около водоизточниците. Освен тях обаче консумират и плодове, семена и корени.

## Размножаване
Бременността продължава от три до шест месеца. Раждат едно до шест малки, които на шестмесечна възраст до година стават полово зрели. Раждат обикновено два пъти в годината, но малкият тръстиков плъх може и по три пъти. При раждането малките са добре развити и виждат. Продължителността на живота им е около три години.